# Kết quả thi đấu của Đội tuyển bóng đá quốc gia Việt Nam (1947–1975)
Dưới đây là danh sách kết quả thi đấu của các đội tuyển bóng đá quốc gia cũ của Việt Nam (Nam Kỳ, Quốc gia Việt Nam, Việt Nam Cộng hòa và Việt Nam Dân chủ Cộng hòa).

## Kết quả
Ghi chú
- * Số bàn thắng của Việt Nam đứng trước.
- (H) Sân nhà
- (A) Sân khách
- (N) Sân trung lập
- 1 Không phải trận đấu quốc tế 'A' của FIFA.

      Thắng
      Hòa
      Thua

### 1956–1970 Việt Nam Dân chủ Cộng hòa

#### 1970
| 20 tháng 9 | Cuba | 3–2 | Hà Nội, Việt Nam (H) | Giao hữu | Nguyễn Thế Anh 70' · Phan Văn Mỵ 75' (ph.đ.) · Nguyễn Viết Cầu 88' |

#### 1966
| Tháng 8     | CHDCND Triều Tiên | 1–3 | Campuchia (A) | 1966 GANEFO |  |
| Tháng 8     | Trung Quốc        | 0–2 | Campuchia (A) | 1966 GANEFO |  |
| Tháng 8     | Campuchia         | 2–2 | Campuchia (A) | 1966 GANEFO |  |
| Tháng 8     | Palestine         | 4–0 | Campuchia (A) | 1966 GANEFO |  |
| 15 tháng 11 | Bắc Yemen         | 9–0 | Campuchia (A) | 1966 GANEFO |  |

#### 1965
| Tháng 8 | CHDCND Triều Tiên | 0–1 | Triều Tiên (A) | 1965 GANEFO |  |
| Tháng 8 | Trung Quốc        | 3–3 | Triều Tiên (A) | 1965 GANEFO |  |
| Tháng 8 | Guinée            | 2–1 | Triều Tiên (A) | 1965 GANEFO |  |
| Tháng 8 | Indonesia         | 1–2 | Triều Tiên (A) | 1965 GANEFO |  |
| Tháng 8 | Campuchia         | 1–1 | Triều Tiên (A) | 1965 GANEFO |  |

#### 1963
| Tháng 4  | Trung Quốc                | 0–1 | Indonesia (A) | GANEFO 1963 |  |
| Tháng 4  | Campuchia                 | 3–2 | Indonesia (A) | GANEFO 1963 |  |
| Tháng 4  | Indonesia                 | 1–3 | Indonesia (A) | GANEFO 1963 |  |
| Tháng 11 | Cộng hòa Ả Rập Thống nhất | 1–4 | Indonesia (A) | GANEFO 1963 |  |
| Tháng 11 | Lào                       | 9–1 | Indonesia (A) | GANEFO 1963 |  |
| Tháng 11 | Đại học Chile             | 4–2 | Indonesia (A) | GANEFO 1963 |  |
| Tháng 11 | Đại học Argentina         | 6–1 | Indonesia (A) | GANEFO 1963 |  |
| Tháng 11 | CHDCND Triều Tiên         | 0–2 | Indonesia (A) | GANEFO 1963 |  |
| Tháng 11 | Đại học Uruguay           | 2–2 | Indonesia (A) | GANEFO 1963 |  |

#### 1960
| 3 tháng 10  | Mông Cổ           | 3–1 | Việt Nam (H) |  |  |
| 8 tháng 10  | CHDCND Triều Tiên | 1–3 | Việt Nam (H) |  |  |
| 11 tháng 10 | Trung Quốc        | 3–4 | Việt Nam (H) |  |  |

#### 1959
| 22 tháng 10 | CHDCND Triều Tiên | 0–5 | Triều Tiên (A) |  |  |
| 28 tháng 10 | Trung Quốc        | 0–2 | Triều Tiên (A) |  |  |
| 22 tháng 11 | Algérie           | 0–5 | Việt Nam (H)   |  |  |

#### 1956
| 4 tháng 10  | Trung Quốc        | 3–5 | Trung Quốc (A) |  |  |
| 10 tháng 10 | CHDCND Triều Tiên | 0–3 | Trung Quốc (A) |  |  |

### 1956–1975 Việt Nam Cộng hòa

#### 1975
| 17 tháng 3 | Indonesia | 1–2 | Bangkok (A) | Vòng loại Cúp bóng đá châu Á 1976 |  |
| 19 tháng 3 | Hàn Quốc  | 0–1 | Bangkok (A) | Vòng loại Cúp bóng đá châu Á 1976 |  |
| 21 tháng 3 | Thái Lan  | 0–4 | Bangkok (A) | Vòng loại Cúp bóng đá châu Á 1976 |  |
| 23 tháng 3 | Malaysia  | 0–3 | Bangkok (A) | Vòng loại Cúp bóng đá châu Á 1976 |  |

#### 1974
| 1 tháng 11  | Lào                | 1–0 | Sài Gòn (H) | Cúp Độc lập miền Nam Việt Nam năm 1973 |  |
| 5 tháng 11  | Malaysia           | 1–0 | Sài Gòn (H) | Cúp Độc lập miền Nam Việt Nam năm 1973 |  |
| 7 tháng 11  | Trung Hoa Dân Quốc | 1–1 | Sài Gòn (H) | Cúp Độc lập miền Nam Việt Nam năm 1973 |  |
| 9 tháng 11  | Thái Lan           | 3–2 | Sài Gòn (H) | Cúp Độc lập miền Nam Việt Nam năm 1973 |  |
| 11 tháng 12 | Cộng hoà Khmer     | 2–3 | Bangkok (A) | Cúp nhà vua Thái Lan 1974              |  |
| 13 tháng 12 | PSM Makassar       | 2–1 | Bangkok (A) | Cúp nhà vua Thái Lan 1974              |  |
| 15 tháng 12 | Hàn Quốc           | 2–2 | Bangkok (A) | Cúp nhà vua Thái Lan 1974              |  |
| 16 tháng 12 | Cộng hoà Khmer     | 0–2 | Bangkok (A) | Cúp nhà vua Thái Lan 1974              |  |

#### 1973
| 16 tháng 5 | Thái Lan   | 1–0 | Seoul, Hàn Quốc (A)                                | Vòng loại giải vô địch bóng đá thế giới 1974 khu vực Châu Á và Châu Đại Dương |                                                 |
| 20 tháng 5 | Nhật Bản   | 4–0 | Seoul, Hàn Quốc (A)                                | Vòng loại giải vô địch bóng đá thế giới 1974 khu vực Châu Á và Châu Đại Dương |                                                 |
| 24 tháng 5 | Hồng Kông  | 1–0 | Seoul, Hàn Quốc (A)                                | Vòng loại giải vô địch bóng đá thế giới 1974 khu vực Châu Á và Châu Đại Dương |                                                 |
| 27 tháng 7 | Ấn Độ      | 2–1 | Sân vận động Merdeka, Kuala Lumpur (A)             | Giải đấu Merdeka năm 1973                                                     |                                                 |
| 29 tháng 7 | Bangladesh | 1–1 | Sân vận động Merdeka, Kuala Lumpur (A)             | Giải đấu Merdeka năm 1973                                                     |                                                 |
| 2 tháng 8  | Miến Điện  | 1–2 | Sân vận động Merdeka, Kuala Lumpur (A)             | Giải đấu Merdeka năm 1973                                                     |                                                 |
| 5 tháng 8  | Singapore  | 1–0 | Sân vận động Merdeka, Kuala Lumpur (A)             | Giải đấu Merdeka năm 1973                                                     |                                                 |
| 8 tháng 8  | Kuwait     | 1–2 | Sân vận động Merdeka, Kuala Lumpur (A)             | Giải đấu Merdeka năm 1973                                                     |                                                 |
| 9 tháng 8  | Ấn Độ      | 1–1 | Sân vận động Merdeka, Kuala Lumpur (A)             | Giải đấu Merdeka năm 1973                                                     |                                                 |
| 3 tháng 9  | Miến Điện  | 2–3 | Sân vận động Quốc gia, Singapore (cũ), Kallang (A) | Đại hội Thể thao Bán đảo Đông Nam Á 1973                                      | Nguyễn Văn Mong 24' (ph.đ.) · Cu Sinh 45'       |
| 4 tháng 9  | Lào        | 5–1 | Sân vận động Quốc gia, Singapore (cũ), Kallang (A) | Đại hội Thể thao Bán đảo Đông Nam Á 1973                                      |                                                 |
| 6 tháng 9  | Singapore  | 1–1 | Sân vận động Quốc gia, Singapore (cũ), Kallang (A) | Đại hội Thể thao Bán đảo Đông Nam Á 1973                                      | Cu Sinh 63'                                     |
| 8 tháng 9  | Miến Điện  | 2–3 | Sân vận động Quốc gia, Singapore (cũ), Kallang (A) | Đại hội Thể thao Bán đảo Đông Nam Á 1973                                      | Tran Van Xinh 16' · Nguyễn Văn Mong 84' (ph.đ.) |
| 1 tháng 11 | Malaysia   | 1–5 | Sài Gòn (H)                                        | Cúp Độc lập miền Nam Việt Nam năm 1973                                        |                                                 |
| 4 tháng 11 | Singapore  | 4–2 | Sài Gòn (H)                                        | Cúp Độc lập miền Nam Việt Nam năm 1973                                        |                                                 |

#### 1972
| 15 tháng 10 | Úc             | 0–1 | Sài Gòn (H) | Giao hữu                               |  |
| 28 tháng 10 | Malaysia       | 0–0 | Sài Gòn (H) | Cúp Độc lập miền Nam Việt Nam năm 1972 |  |
| 29 tháng 10 | Singapore      | 4–1 | Sài Gòn (H) | Cúp Độc lập miền Nam Việt Nam năm 1972 |  |
| 1 tháng 11  | Cộng hòa Khmer | 1–2 | Sài Gòn (H) | Cúp Độc lập miền Nam Việt Nam năm 1972 |  |

#### 1971
| 2 tháng 5   | Indonesia          | 1–9 | Sân vận động Dongdaemun, Seoul (A)     | Cúp President Park 1971                  |                                                     |
| 6 tháng 5   | Miến Điện          | 0–2 | Sân vận động Dongdaemun, Seoul (A)     | Cúp President Park 1971                  |                                                     |
| 9 tháng 5   | Trung Hoa Dân Quốc | 0–2 | Sân vận động Dongdaemun, Seoul (A)     | Cúp President Park 1971                  |                                                     |
| 4 tháng 8   | Malaysia           | 0–2 | Sân vận động Merdeka, Kuala Lumpur (A) | Giải đấu Merdeka năm 1971                |                                                     |
| tháng Tám   | Nhật Bản           | 2–0 | Sân vận động Merdeka, Kuala Lumpur (A) | Giải đấu Merdeka năm 1971                | Tran Van Xiah 20' · Cu Sinh 42'                     |
| 10 tháng 8  | Thái Lan           | 4–2 | Sân vận động Merdeka, Kuala Lumpur (A) | Giải đấu Merdeka năm 1971                | Vo Ba Hưng 4' · Cu Sinh 8', 77' · Trần Văn Kính 72' |
| 12 tháng 8  | Trung Hoa Dân Quốc | 2–3 | Sân vận động Merdeka, Kuala Lumpur (A) | Giải đấu Merdeka năm 1971                | Trat Tiet Anh 35' · Vo Ba Hưng 43'                  |
| 15 tháng 8  | Hàn Quốc           | 0–1 | Sân vận động Merdeka, Kuala Lumpur (A) | Giải đấu Merdeka năm 1971                |                                                     |
| 21 tháng 8  | Hồng Kông          | 3–1 | Sân vận động Merdeka, Kuala Lumpur (A) | Giải đấu Merdeka năm 1971                |                                                     |
| 26 tháng 8  | Thái Lan           | 1–2 | Singapore (N)                          | Giao hữu                                 |                                                     |
| 28 tháng 8  | Ấn Độ              | 0–0 | Singapore (N)                          | Giao hữu                                 |                                                     |
| 28 tháng 10 | Malaysia           | 1–0 | Sài Gòn (H)                            | Cúp Độc lập miền Nam Việt Nam năm 1971   |                                                     |
| 30 tháng 10 | Thái Lan           | 3–0 | Sài Gòn (H)                            | Cúp Độc lập miền Nam Việt Nam năm 1971   |                                                     |
| 31 tháng 10 | Malaysia           | 1–1 | Sài Gòn (H)                            | Cúp Độc lập miền Nam Việt Nam năm 1971   |                                                     |
| 9 tháng 11  | Singapore          | 5–4 | Bangkok (A)                            | Cúp nhà vua Thái Lan 1971                |                                                     |
| 11 tháng 11 | Thái Lan           | 1–0 | Bangkok (A)                            | Cúp nhà vua Thái Lan 1971                |                                                     |
| 14 tháng 11 | Hàn Quốc           | 1–1 | Bangkok (A)                            | Cúp nhà vua Thái Lan 1971                |                                                     |
| 16 tháng 11 | Indonesia          | 3–2 | Bangkok (A)                            | Cúp nhà vua Thái Lan 1971                |                                                     |
| 12 tháng 12 | Miến Điện          | 0–0 | Sân vận động Merdeka, Kuala Lumpur (A) | Đại hội Thể thao Bán đảo Đông Nam Á 1971 |                                                     |
| 13 tháng 12 | Singapore          | 3–1 | Sân vận động Merdeka, Kuala Lumpur (A) | Đại hội Thể thao Bán đảo Đông Nam Á 1971 | Trần Văn Inh 33', 43' · Trần Tiến Anh 61'           |
| 17 tháng 12 | Malaysia           | 2–3 | Sân vận động Merdeka, Kuala Lumpur (A) | Đại hội Thể thao Bán đảo Đông Nam Á 1971 | Dương Văn Thả 5' · Trat Tiet Anh 27'                |
| 18 tháng 12 | Thái Lan           | 0–0 | Sân vận động Merdeka, Kuala Lumpur (A) | Đại hội Thể thao Bán đảo Đông Nam Á 1971 |                                                     |

#### 1970
| 26 tháng 4  | Úc                 | 0–1 | Sài Gòn (H)                            | Giao hữu                                 |                                        |
| 30 tháng 7  | Malaysia           | 0–0 | Sân vận động Merdeka, Kuala Lumpur (A) | Giải đấu Merdeka năm 1970                |                                        |
| 1 tháng 8   | Trung Hoa Dân Quốc | 1–2 | Sân vận động Merdeka, Kuala Lumpur (A) | Giải đấu Merdeka năm 1970                |                                        |
| 3 tháng 8   | Úc                 | 1–3 | Sân vận động Merdeka, Kuala Lumpur (A) | Giải đấu Merdeka năm 1970                |                                        |
| 5 tháng 8   | Miến Điện          | 2–4 | Sân vận động Merdeka, Kuala Lumpur (A) | Giải đấu Merdeka năm 1970                |                                        |
| 9 tháng 8   | Ấn Độ              | 1–2 | Sân vận động Perak, Ipoh (A)           | Giải đấu Merdeka năm 1970                |                                        |
| 13 tháng 8  | Singapore          | 4–0 | Sân vận động Merdeka, Kuala Lumpur (A) | Giải đấu Merdeka năm 1970                |                                        |
| 23 tháng 10 | Lào                | 4–0 | Sài Gòn (H)                            | Giao hữu                                 |                                        |
| 29 tháng 10 | Malaysia           | 1–1 | Sài Gòn (H)                            | Cúp Độc lập miền Nam Việt Nam năm 1970   |                                        |
| 31 tháng 10 | Indonesia          | 3–1 | Sài Gòn (H)                            | Cúp Độc lập miền Nam Việt Nam năm 1970   |                                        |
| 1 tháng 11  | Thái Lan           | 1–0 | Sài Gòn (H)                            | Cúp Độc lập miền Nam Việt Nam năm 1970   |                                        |
| 11 tháng 11 | Indonesia          | 3–5 | Bangkok (A)                            | Cúp nhà vua Thái Lan 1970                | Cu Sinh 42' · Trần Tiet Van 88' · ? ?' |
| 13 tháng 11 | Cộng hoà Khmer     | 2–2 | Bangkok (A)                            | Cúp nhà vua Thái Lan 1970                |                                        |
| 15 tháng 11 | Malaysia           | 1–2 | Bangkok (A)                            | Cúp nhà vua Thái Lan 1970                | Le Van Sang 30'                        |
| 11 tháng 12 | Ấn Độ              | 0–2 | Bangkok (A)                            | Đại hội Thể thao Bán đảo Đông Nam Á 1970 |                                        |
| 13 tháng 12 | Thái Lan           | 0–1 | Bangkok (A)                            | Đại hội Thể thao Bán đảo Đông Nam Á 1970 |                                        |

#### 1969
| 19 tháng 11 | Tây Úc    | 3–1 | Bangkok (A)          | Cúp nhà vua Thái Lan 1969                | Quang Kim Phụng 5', 29', 65' |
| 22 tháng 11 | Indonesia | 1–3 | Bangkok (A)          | Cúp nhà vua Thái Lan 1969                | Quang Kim Phụng 35'          |
| 23 tháng 11 | Singapore | 1–1 | Bangkok (A)          | Cúp nhà vua Thái Lan 1969                | Nguyễn Văn Ngôn 17'          |
| 26 tháng 11 | Hàn Quốc  | 0–3 | Bangkok (A)          | Cúp nhà vua Thái Lan 1969                |                              |
| 28 tháng 11 | Lào       | 7–0 | Bangkok (A)          | Cúp nhà vua Thái Lan 1969                |                              |
| 7 tháng 12  | Malaysia  | 1–2 | Rangoon, Myanmar (A) | Đại hội Thể thao Bán đảo Đông Nam Á 1969 |                              |
| 9 tháng 12  | Lào       | 0–0 | Rangoon, Myanmar (A) | Đại hội Thể thao Bán đảo Đông Nam Á 1969 |                              |

#### 1968
| 10 tháng 8 | Miến Điện | 0–3 | Sân vận động Merdeka, Kuala Lumpur (A) | Giải đấu Merdeka năm 1968 |  |
| 12 tháng 8 | Ấn Độ     | 2–3 | Sân vận động Merdeka, Kuala Lumpur (A) | Giải đấu Merdeka năm 1968 |  |
| 14 tháng 8 | Malaysia  | 0–4 | Sân vận động Perak, Ipoh (A)           | Giải đấu Merdeka năm 1968 |  |
| 15 tháng 8 | Thái Lan  | 3–2 | Sân vận động Perak, Ipoh (A)           | Giải đấu Merdeka năm 1968 |  |
| 18 tháng 8 | Hồng Kông | 3–1 | Sân vận động Merdeka, Kuala Lumpur (A) | Giải đấu Merdeka năm 1968 |  |
| 28 tháng 8 | Singapore | 0–1 | Singapore (A)                          | Giao hữu                  |  |
| 30 tháng 8 | Ấn Độ     | 2–0 | Singapore (N)                          | Giao hữu                  |  |

#### 1967
| 22 tháng 3  | Hồng Kông          | 0–2  | Hồng Kông thuộc Anh (A)                | Vòng loại Cúp bóng đá châu Á 1968                     |  |
| 24 tháng 3  | Thái Lan           | 1–0  | Hồng Kông thuộc Anh (A)                | Vòng loại Cúp bóng đá châu Á 1968                     |  |
| 29 tháng 3  | Malaysia           | 0–2  | Hồng Kông thuộc Anh (A)                | Vòng loại Cúp bóng đá châu Á 1968                     |  |
| 2 tháng 4   | Singapore          | 3–0  | Hồng Kông thuộc Anh (A)                | Vòng loại Cúp bóng đá châu Á 1968                     |  |
| 12 tháng 8  | Hồng Kông          | 5–0  | Sân vận động Merdeka, Kuala Lumpur (A) | Giải đấu Merdeka năm 1967                             |  |
| 15 tháng 8  | Malaysia           | 1–1  | Sân vận động Merdeka, Kuala Lumpur (A) | Giải đấu Merdeka năm 1967                             |  |
| 19 tháng 8  | Thái Lan           | 5–2  | Sân vận động Perak, Ipoh (A)           | Giải đấu Merdeka năm 1967                             |  |
| 20 tháng 8  | Ấn Độ              | 0–1  | Sân vận động Perak, Ipoh (A)           | Giải đấu Merdeka năm 1967                             |  |
| 22 tháng 8  | Miến Điện          | 0–3  | Sân vận động Merdeka, Kuala Lumpur (A) | Giải đấu Merdeka năm 1967                             |  |
| 25 tháng 8  | Malaysia           | 2–1  | Sân vận động Merdeka, Kuala Lumpur (A) | Giải đấu Merdeka năm 1967                             |  |
| 28 tháng 8  | Singapore          | 0–1  | Singapore (A)                          | Giao hữu                                              |  |
| 1 tháng 10  | Philippines        | 10-0 | Tokyo, Nhật Bản (A)                    | Vòng loại Môn bóng đá nam Thế vận hội Mùa hè năm 1968 |  |
| 3 tháng 10  | Hàn Quốc           | 0–3  | Tokyo, Nhật Bản (A)                    | Vòng loại Môn bóng đá nam Thế vận hội Mùa hè năm 1968 |  |
| 7 tháng 10  | Trung Hoa Dân Quốc | 3–0  | Tokyo, Nhật Bản (A)                    | Vòng loại Môn bóng đá nam Thế vận hội Mùa hè năm 1968 |  |
| 9 tháng 10  | Liban              | 1–1  | Tokyo, Nhật Bản (A)                    | Vòng loại Môn bóng đá nam Thế vận hội Mùa hè năm 1968 |  |
| 10 tháng 10 | Nhật Bản           | 0–1  | Tokyo, Nhật Bản (A)                    | Vòng loại Môn bóng đá nam Thế vận hội Mùa hè năm 1968 |  |
| 4 tháng 11  | Singapore          | 2–0  | Sài Gòn (H)                            | Cúp Độc lập miền Nam Việt Nam năm 1967                |  |
| 7 tháng 11  | Úc                 | 0–1  | Sài Gòn (H)                            | Cúp Độc lập miền Nam Việt Nam năm 1967                |  |
| 10 tháng 11 | New Zealand        | 5–1  | Sài Gòn (H)                            | Cúp Độc lập miền Nam Việt Nam năm 1967                |  |
| 12 tháng 11 | Hàn Quốc           | 0–3  | Sài Gòn (H)                            | Cúp Độc lập miền Nam Việt Nam năm 1967                |  |
| 14 tháng 11 | Malaysia           | 4–1  | Sài Gòn (H)                            | Cúp Độc lập miền Nam Việt Nam năm 1967                |  |
| 11 tháng 12 | Lào                | 5–0  | Bangkok (A)                            | Đại hội Thể thao Bán đảo Đông Nam Á 1967              |  |
| 14 tháng 12 | Thái Lan           | 5–0  | Bangkok (A)                            | Đại hội Thể thao Bán đảo Đông Nam Á 1967              |  |
| 16 tháng 12 | Miến Điện          | 1–2  | Bangkok (A)                            | Đại hội Thể thao Bán đảo Đông Nam Á 1967              |  |

#### 1966
| 13 tháng 8  | Malaysia           | 5–2 | Sân vận động Merdeka, Kuala Lumpur (A) | Giải đấu Merdeka năm 1966              |  |
| 20 tháng 8  | Singapore          | 2–1 | Sân vận động Merdeka, Kuala Lumpur (A) | Giải đấu Merdeka năm 1966              |  |
| 22 tháng 8  | Trung Hoa Dân Quốc | 3–0 | Sân vận động Merdeka, Kuala Lumpur (A) | Giải đấu Merdeka năm 1966              |  |
| 26 tháng 8  | Ấn Độ              | 0–1 | Sân vận động Merdeka, Kuala Lumpur (A) | Giải đấu Merdeka năm 1966              |  |
| 28 tháng 8  | Miến Điện          | 1–0 | Sân vận động Merdeka, Kuala Lumpur (A) | Giải đấu Merdeka năm 1966              |  |
| 29 tháng 8  | Singapore          | 1–1 | Singapore (A)                          | Giao hữu                               |  |
| 1 tháng 11  | Malaysia           | 3–2 | Sài Gòn (H)                            | Cúp Độc lập miền Nam Việt Nam năm 1966 |  |
| 5 tháng 11  | Thái Lan           | 4–1 | Sài Gòn (H)                            | Cúp Độc lập miền Nam Việt Nam năm 1966 |  |
| 11 tháng 12 | Indonesia          | 0–0 | Bangkok (A)                            | Đại hội Thể thao châu Á 1966           |  |
| 12 tháng 12 | Trung Hoa Dân Quốc | 2–1 | Bangkok (A)                            | Đại hội Thể thao châu Á 1966           |  |
| 14 tháng 12 | Singapore          | 0–5 | Bangkok (A)                            | Đại hội Thể thao châu Á 1966           |  |

#### 1965
| 15 tháng 8  | Trung Hoa Dân Quốc | 5–2 (W) | Sân vận động Merdeka, Kuala Lumpur (A) | Giải đấu Merdeka năm 1965                |  |
| 17 tháng 8  | Hồng Kông          | 2–1 (W) | Sân vận động Merdeka, Kuala Lumpur (A) | Giải đấu Merdeka năm 1965                |  |
| 19 tháng 8  | Malaysia           | 3–3 (D) | Sân vận động Merdeka, Kuala Lumpur (A) | Giải đấu Merdeka năm 1965                |  |
| 21 tháng 8  | Hàn Quốc           | 0–0 (D) | Sân vận động Merdeka, Kuala Lumpur (A) | Giải đấu Merdeka năm 1965                |  |
| 25 tháng 8  | Ấn Độ              | 0–2 (L) | Sân vận động Merdeka, Kuala Lumpur (A) | Giải đấu Merdeka năm 1965                |  |
| Tháng 9     | Nhật Bản           | 1–2 (L) | Sân vận động Merdeka, Kuala Lumpur (A) | Giải đấu Merdeka năm 1965                |  |
| 13 tháng 11 | Thái Lan           | 4–0 (W) | Sài Gòn (H)                            | Cúp Độc lập miền Nam Việt Nam năm 1965   |  |
| 16 tháng 11 | Malaysia           | 2–2 (D) | Sài Gòn (H)                            | Cúp Độc lập miền Nam Việt Nam năm 1965   |  |
| 15 tháng 12 | Thái Lan           | 1–2 (L) | Sân vận động Merdeka, Kuala Lumpur (A) | Đại hội Thể thao Bán đảo Đông Nam Á 1965 |  |
| 18 tháng 12 | Thái Lan           | 0–2 (L) | Sân vận động Merdeka, Kuala Lumpur (A) | Đại hội Thể thao Bán đảo Đông Nam Á 1965 |  |
| 20 tháng 12 | Malaysia           | 2–0 (W) | Sân vận động Merdeka, Kuala Lumpur (A) | Đại hội Thể thao Bán đảo Đông Nam Á 1965 |  |

#### 1964
| 17 tháng 3 | Israel             | 2–0 (W) | Sân vận động Ramat Gan, Ramat Gan (A)  | Thế vận hội mùa hè 1964   | Nguyễn Văn Quảng 27' · Nguyễn Văn Ngôn 41' |
| 31 tháng 5 | Hàn Quốc           | 0–3 (L) | Hàn Quốc (A)                           | Thế vận hội mùa hè 1964   |                                            |
| 28 tháng 6 | Hàn Quốc           | 2–2 (D) | Nam Việt Nam (H)                       | Thế vận hội mùa hè 1964   |                                            |
| 30 tháng 6 | Hàn Quốc           | 1–2 (L) | Nam Việt Nam (H)                       | Giao hữu                  |                                            |
| 23 tháng 8 | Nhật Bản           | 2–0 (W) | Sân vận động Merdeka, Kuala Lumpur (A) | Giải đấu Merdeka năm 1964 |                                            |
| 28 tháng 8 | Trung Hoa Dân Quốc | 0–0 (D) | Sân vận động Merdeka, Kuala Lumpur (A) | Giải đấu Merdeka năm 1964 |                                            |
| 30 tháng 8 | Malaysia           | 2–1 (W) | Sân vận động Merdeka, Kuala Lumpur (A) | Giải đấu Merdeka năm 1964 |                                            |
| 2 tháng 9  | Miến Điện          | 0–1 (L) | Sân vận động Merdeka, Kuala Lumpur (A) | Giải đấu Merdeka năm 1964 |                                            |

#### 1963
| 9 tháng 8   | Trung Hoa Dân Quốc | 1–1 (D) | Sân vận động Merdeka, Kuala Lumpur (A) | Giải đấu Merdeka năm 1963                             |  |
| 11 tháng 8  | Mã Lai             | 5–0 (W) | Sân vận động Merdeka, Kuala Lumpur (A) | Giải đấu Merdeka năm 1963                             |  |
| 12 tháng 8  | Nhật Bản           | 1–5 (L) | Sân vận động Merdeka, Kuala Lumpur (A) | Giải đấu Merdeka năm 1963                             |  |
| 14 tháng 8  | Hàn Quốc           | 1–3 (L) | Sân vận động Merdeka, Kuala Lumpur (A) | Giải đấu Merdeka năm 1963                             |  |
| 15 tháng 8  | Anh Quốc           | 3–1 (W) | Sân vận động Merdeka, Kuala Lumpur (A) | Giải đấu Merdeka năm 1963                             |  |
| 17 tháng 8  | Thái Lan           | 3–2 (W) | Sân vận động Merdeka, Kuala Lumpur (A) | Giải đấu Merdeka năm 1963                             |  |
| 12 tháng 10 | Nhật Bản           | 1–2 (L) | Nhật Bản (A)                           | Giao hữu                                              |  |
| 7 tháng 12  | Malaysia           | 5–3 (W) | Sân vận động Cộng hòa, Sài Gòn (H)     | Vòng loại Cúp bóng đá châu Á 1964                     |  |
| 11 tháng 12 | Hồng Kông          | 1–4 (L) | Sân vận động Cộng hòa, Sài Gòn (H)     | Vòng loại Cúp bóng đá châu Á 1964                     |  |
| 14 tháng 12 | Thái Lan           | 3–0 (W) | Sân vận động Cộng hòa, Sài Gòn (H)     | Vòng loại Cúp bóng đá châu Á 1964                     |  |
| 28 tháng 12 | Israel             | 0–1 (L) | Sân vận động Cộng hòa, Sài Gòn (H)     | Vòng loại Môn bóng đá nam Thế vận hội Mùa hè năm 1964 |  |

#### 1962
| 14 tháng 7  | Trung Hoa Dân Quốc | 1–1 (D) | Sài Gòn (H)                                 | Giao hữu                               |                            |
| 25 tháng 8  | Indonesia          | 0–1 (L) | Sân vận động Gelora Bung Karno, Jakarta (A) | Đại hội Thể thao châu Á 1962           |                            |
| 29 tháng 8  | Mã Lai             | 3–0 (W) | Sân vận động Gelora Bung Karno, Jakarta (A) | Đại hội Thể thao châu Á 1962           |                            |
| 30 tháng 8  | Philippines        | 6–0 (W) | Sân vận động Gelora Bung Karno, Jakarta (A) | Đại hội Thể thao châu Á 1962           |                            |
| 1 tháng 9   | Ấn Độ              | 3–2 (W) | Sân vận động Gelora Bung Karno, Jakarta (A) | Đại hội Thể thao châu Á 1962           |                            |
| 3 tháng 9   | Mã Lai             | 1–4 (W) | Sân vận động Gelora Bung Karno, Jakarta (A) | Đại hội Thể thao châu Á 1962           |                            |
| 11 tháng 9  | Hàn Quốc           | 0–3 (L) | Sân vận động Merdeka, Kuala Lumpur (A)      | Giải đấu Merdeka năm 1962              |                            |
| 14 tháng 9  | Indonesia          | 1–2 (L) | Sân vận động Merdeka, Kuala Lumpur (A)      | Giải đấu Merdeka năm 1962              | Phan Dương Cầm 46' (ph.đ.) |
| 16 tháng 9  | Philippines        | 6–0 (W) | Sân vận động Merdeka, Kuala Lumpur (A)      | Giải đấu Merdeka năm 1962              |                            |
| 17 tháng 9  | Singapore          | 2–2 (D) | Sân vận động Merdeka, Kuala Lumpur (A)      | Giải đấu Merdeka năm 1962              |                            |
| 25 tháng 10 | Indonesia          | 4–0 (W) | Sài Gòn (H)                                 | Cúp Độc lập miền Nam Việt Nam năm 1962 |                            |
| 28 tháng 10 | Thái Lan           | 0–1 (L) | Sài Gòn (H)                                 | Cúp Độc lập miền Nam Việt Nam năm 1962 |                            |
| 30 tháng 10 | Mã Lai             | 2–0 (W) | Sài Gòn (H)                                 | Cúp Độc lập miền Nam Việt Nam năm 1962 |                            |
| 31 tháng 10 | Indonesia          | 2–0 (W) | Sài Gòn (H)                                 | Cúp Độc lập miền Nam Việt Nam năm 1962 |                            |

#### 1961
| 3 tháng 8   | Ấn Độ     | 2–1 (W) | Sân vận động Merdeka, Kuala Lumpur (A) | Giải đấu Merdeka năm 1961                |  |
| 5 tháng 8   | Mã Lai    | 1–3 (L) | Sân vận động Merdeka, Kuala Lumpur (A) | Giải đấu Merdeka năm 1961                |  |
| 10 tháng 8  | Nhật Bản  | 3–2 (W) | Sân vận động Merdeka, Kuala Lumpur (A) | Giải đấu Merdeka năm 1961                |  |
| 13 tháng 8  | Singapore | 2–1 (W) | Sân vận động Merdeka, Kuala Lumpur (A) | Giải đấu Merdeka năm 1961                |  |
| 16 tháng 8  | Thái Lan  | 2–1 (W) | Singapore thuộc Anh (N)                | Giao hữu                                 |  |
| 17 tháng 8  | Ấn Độ     | 3–1 (W) | Singapore thuộc Anh (N)                | Giao hữu                                 |  |
| 21 tháng 10 | Indonesia | 4–1 (W) | Sài Gòn (H)                            | Cúp Độc lập miền Nam Việt Nam năm 1961   |  |
| 26 tháng 10 | Mã Lai    | 1–0 (W) | Sài Gòn (H)                            | Cúp Độc lập miền Nam Việt Nam năm 1961   |  |
| 11 tháng 12 | Thái Lan  | 0–0 (D) | Rangoon (A)                            | Đại hội Thể thao Bán đảo Đông Nam Á 1961 |  |
| 12 tháng 12 | Lào       | 7–0 (W) | Rangoon (A)                            | Đại hội Thể thao Bán đảo Đông Nam Á 1961 |  |
| 14 tháng 12 | Miến Điện | 1–2 (L) | Rangoon (A)                            | Đại hội Thể thao Bán đảo Đông Nam Á 1961 |  |
| 16 tháng 12 | Thái Lan  | 1–1 (D) | Rangoon (A)                            | Đại hội Thể thao Bán đảo Đông Nam Á 1961 |  |

#### 1960
| 6 tháng 8   | Hồng Kông          | 1–3 (L) | Sân vận động Merdeka, Kuala Lumpur (A) | Giải đấu Merdeka năm 1960 |                            |
| 7 tháng 8   | Singapore          | 2–1 (W) | Sân vận động Merdeka, Kuala Lumpur (A) | Giải đấu Merdeka năm 1960 |                            |
| 10 tháng 8  | Hàn Quốc           | 0–0 (D) | Sân vận động Merdeka, Kuala Lumpur (A) | Giải đấu Merdeka năm 1960 |                            |
| 13 tháng 8  | Indonesia          | 3–5 (L) | Sân vận động Merdeka, Kuala Lumpur (A) | Giải đấu Merdeka năm 1960 |                            |
| 17 tháng 8  | Indonesia          | 1–1 (D) | Singapore thuộc Anh (N)                | Giao hữu                  |                            |
| 18 tháng 8  | Pakistan           | 2–2 (D) | Singapore thuộc Anh (N)                | Giao hữu                  |                            |
| 14 tháng 10 | Hàn Quốc           | 1–5 (L) | Sân vận động Hyochang, Seoul (A)       | Cúp bóng đá châu Á 1960   | Nguyễn Văn Tu 70'          |
| 17 tháng 10 | Trung Hoa Dân Quốc | 0–2 (L) | Sân vận động Hyochang, Seoul (A)       | Cúp bóng đá châu Á 1960   |                            |
| 19 tháng 10 | Israel             | 1–5 (L) | Sân vận động Hyochang, Seoul (A)       | Cúp bóng đá châu Á 1960   | Trần Văn Nhung 68' (ph.đ.) |

#### 1959
| 9 tháng 5   | Singapore | 4–1 (W) | Sân vận động Jalan Besar, Singapore (A) | Vòng loại Cúp bóng đá châu Á 1960        |           |
| 13 tháng 5  | Mã Lai    | 1–0 (W) | Sân vận động Jalan Besar, Singapore (A) | Vòng loại Cúp bóng đá châu Á 1960        | Ha Tam 4' |
| 30 tháng 8  | Hàn Quốc  | 3–2 (W) | Sân vận động Merdeka, Kuala Lumpur (A)  | Giải đấu Merdeka năm 1959                |           |
| 2 tháng 9   | Mã Lai    | 3–4 (L) | Sân vận động Merdeka, Kuala Lumpur (A)  | Giải đấu Merdeka năm 1959                |           |
| 5 tháng 9   | Hồng Kông | 4–1 (W) | Sân vận động Merdeka, Kuala Lumpur (A)  | Giải đấu Merdeka năm 1959                |           |
| 6 tháng 9   | Ấn Độ     | 2–2 (D) | Sân vận động Merdeka, Kuala Lumpur (A)  | Giải đấu Merdeka năm 1959                |           |
| 10 tháng 9  | Ấn Độ     | 5–1 (W) | Singapore thuộc Anh (N)                 | Giao hữu                                 |           |
| 13 tháng 12 | Thái Lan  | 4–0 (W) | Bangkok (A)                             | Đại hội Thể thao Bán đảo Đông Nam Á 1959 |           |
| 14 tháng 12 | Miến Điện | 3–0 (W) | Bangkok (A)                             | Đại hội Thể thao Bán đảo Đông Nam Á 1959 |           |
| 15 tháng 12 | Mã Lai    | 1–2 (L) | Bangkok (A)                             | Đại hội Thể thao Bán đảo Đông Nam Á 1959 |           |
| 17 tháng 12 | Thái Lan  | 3–1 (W) | Bangkok (A)                             | Đại hội Thể thao Bán đảo Đông Nam Á 1959 |           |

#### 1958
| 25 tháng 5 | Pakistan  | 1–1 (D) | Tokyo (A)                              | Đại hội Thể thao châu Á 1958 |  |
| 27 tháng 5 | Mã Lai    | 6–1 (W) | Tokyo (A)                              | Đại hội Thể thao châu Á 1958 |  |
| 30 tháng 5 | Hàn Quốc  | 1–3 (L) | Tokyo (A)                              | Đại hội Thể thao châu Á 1958 |  |
| 30 tháng 8 | Singapore | 4–4 (D) | Sân vận động Merdeka, Kuala Lumpur (A) | Giải đấu Merdeka năm 1958    |  |
| 31 tháng 8 | Hồng Kông | 3–5 (L) | Sân vận động Merdeka, Kuala Lumpur (A) | Giải đấu Merdeka năm 1958    |  |
| 2 tháng 9  | Indonesia | 1–4 (L) | Sân vận động Merdeka, Kuala Lumpur (A) | Giải đấu Merdeka năm 1958    |  |
| 4 tháng 9  | Mã Lai    | 0–2 (L) | Sân vận động Merdeka, Kuala Lumpur (A) | Giải đấu Merdeka năm 1958    |  |

#### 1957
| 31 tháng 8 | Singapore | 5–5 (D) | Sân vận động Merdeka, Kuala Lumpur (A) | Giải đấu Merdeka năm 1957 | Duc 5', 8', 31', 92' · Ho 29' |
| 1 tháng 9  | Singapore | 2–1 (W) | Sân vận động Merdeka, Kuala Lumpur (A) | Giải đấu Merdeka năm 1957 | Tu 48' · Don 51'              |
| 3 tháng 9  | Mã Lai    | 4–1 (W) | Sân vận động Merdeka, Kuala Lumpur (A) | Giải đấu Merdeka năm 1957 | Kane 2', 55' · Duc 54', 62'   |
| 5 tháng 9  | Indonesia | 1–3 (L) | Sân vận động Merdeka, Kuala Lumpur (A) | Giải đấu Merdeka năm 1957 | Don 78'                       |
| 7 tháng 9  | Hồng Kông | 1–3 (L) | Sân vận động Merdeka, Kuala Lumpur (A) | Giải đấu Merdeka năm 1957 | ? 85' (l.n.)                  |

#### 1956
|            | Thái Lan  | 2–1 (W) | Sài Gòn (H)                                     | Giao hữu                                              |                                             |
|            | Thái Lan  | 3–1 (W) | Sài Gòn (H)                                     | Giao hữu                                              |                                             |
| 3 tháng 5  | Mã Lai    | 4–0 (W) | Sài Gòn (H)                                     | Vòng loại Cúp bóng đá châu Á 1956                     |                                             |
| 24 tháng 5 | Mã Lai    | 3–3 (D) | Sân vận động Princes Road, Kuala Lumpur (A)     | Vòng loại Cúp bóng đá châu Á 1956                     | Nguyễn Văn Tu 24' · Trần Văn Nhung 74', 88' |
| 3 tháng 6  | Campuchia | 5–2 (W) | Sài Gòn (H)                                     | Vòng loại Môn bóng đá nam Thế vận hội Mùa hè năm 1956 |                                             |
| 10 tháng 6 | Campuchia | 4–3 (W) | Phnôm Pênh (A)                                  | Vòng loại Môn bóng đá nam Thế vận hội Mùa hè năm 1956 |                                             |
| 9 tháng 9  | Hồng Kông | 2–2 (D) | Sân vận động Hồng Kông, Hồng Kông thuộc Anh (A) | Cúp bóng đá châu Á 1956                               | Trần Văn Tổng 30' · Lê Hữu Đức 64'          |
| 12 tháng 9 | Israel    | 1–2 (L) | Sân vận động Hồng Kông, Hồng Kông thuộc Anh (A) | Cúp bóng đá châu Á 1956                               | Trần Văn Tổng 58'                           |
| 15 tháng 9 | Hàn Quốc  | 3–5 (L) | Sân vận động Hồng Kông, Hồng Kông thuộc Anh (A) | Cúp bóng đá châu Á 1956                               | Trải Văn Đào 20' · Lê Hữu Đức 51', 63'      |

### 1949–1954 Quốc gia Việt Nam

#### 1954
| 1 tháng 5 | Trung Hoa Dân Quốc | 3–2 | Sân vận động tưởng niệm Rizal, Manila (A) | Đại hội Thể thao châu Á 1954 | Nguyễn Văn Tư 41' · Trần Văn Ứng 65' |
| 3 tháng 5 | Philippines        | 2–3 | Sân vận động tưởng niệm Rizal, Manila (A) | Đại hội Thể thao châu Á 1954 | Khe On 17' · Mi 31' · Quoc 79'       |

#### 1949
| 15 tháng 1 | Hàn Quốc  | 2–4 | Quốc gia Việt Nam (H)   | Giao hữu |  |
| 16 tháng 1 | Hàn Quốc  | 3–3 | Quốc gia Việt Nam (H)   | Giao hữu |  |
| 29 tháng 1 | Hồng Kông | 1–3 | Hồng Kông thuộc Anh (A) | Giao hữu |  |

### 1947–1948 Nam Kỳ thuộc Pháp

#### 1948
| Tháng 3    | Hồng Kông          | 7–0 | Nam Kỳ thuộc Pháp (H) | Giao hữu |  |
| 28 tháng 3 | Hồng Kông          | 1–2 | Nam Kỳ thuộc Pháp (H) | Giao hữu |  |
| 16 tháng 5 | Trung Hoa Dân Quốc | 3–3 | Nam Kỳ thuộc Pháp (H) | Giao hữu |  |
| 18 tháng 5 | Trung Hoa Dân Quốc | 1–3 | Nam Kỳ thuộc Pháp (H) | Giao hữu |  |

#### 1947
| 20 tháng 4 | Hồng Kông | 3–2 | Hồng Kông thuộc Anh (A) | Giao hữu |  |

1. ↑  "Vietnam matches, ratings and points exchanged". World Football Elo Ratings: Vietnam. Truy cập ngày 29 tháng 3 năm 2018.
2. ↑  https://nhandan.vn/the-thao-hangthang/ky-uc-ve-tran-cau-lich-su-trong-ngay-dai-le-241050
3. ↑  http://www.rsssf.com/tablesn/nviet-intres.html